# Marthana negrosensis
Marthana negrosensis is een hooiwagen uit de familie Sclerosomatidae.